# Шевротен
Шевротен (фр. Chevrotaine) насеље је и општина у источној Француској у региону Франш-Конте, у департману Јура која припада префектури Лон ле Соније.
По подацима из 2011. године у општини је живело 38 становника, а густина насељености је износила 7,13 становника/km². Општина се простире на површини од 5,33 km². Налази се на средњој надморској висини од метара (максималној 811 m, а минималној 620 m).

## Демографија
| 1962. | 1968. | 1975. | 1982. | 1990. | 1999. | 2011. |
| ----- | ----- | ----- | ----- | ----- | ----- | ----- |
| 20    | 23    | 18    | 22    | 25    | 31    | 38    |

График промене броја становника у току последњих година